# 연풍초등학교 (경기)
연풍초등학교는 대한민국 경기도 파주시에 있는 공립 초등학교이다.

## 학교 연혁
- 1963년 11월 8일 파주국민학교 연풍분실
- 1964년 3월 1일 파주국민학교 연풍분교장 승격
- 1964년 10월 28일 연풍국민학교 개교

## 참고 자료
- 연풍초등학교 - 한국교육학술정보원 학교알리미